# Charoides cruda
Charoides cruda är en skalbaggsart som först beskrevs av Wilhelm Ferdinand Erichson 1847.  Charoides cruda ingår i släktet Charoides och familjen långhorningar. Inga underarter finns listade i Catalogue of Life.